# 기아 K-360

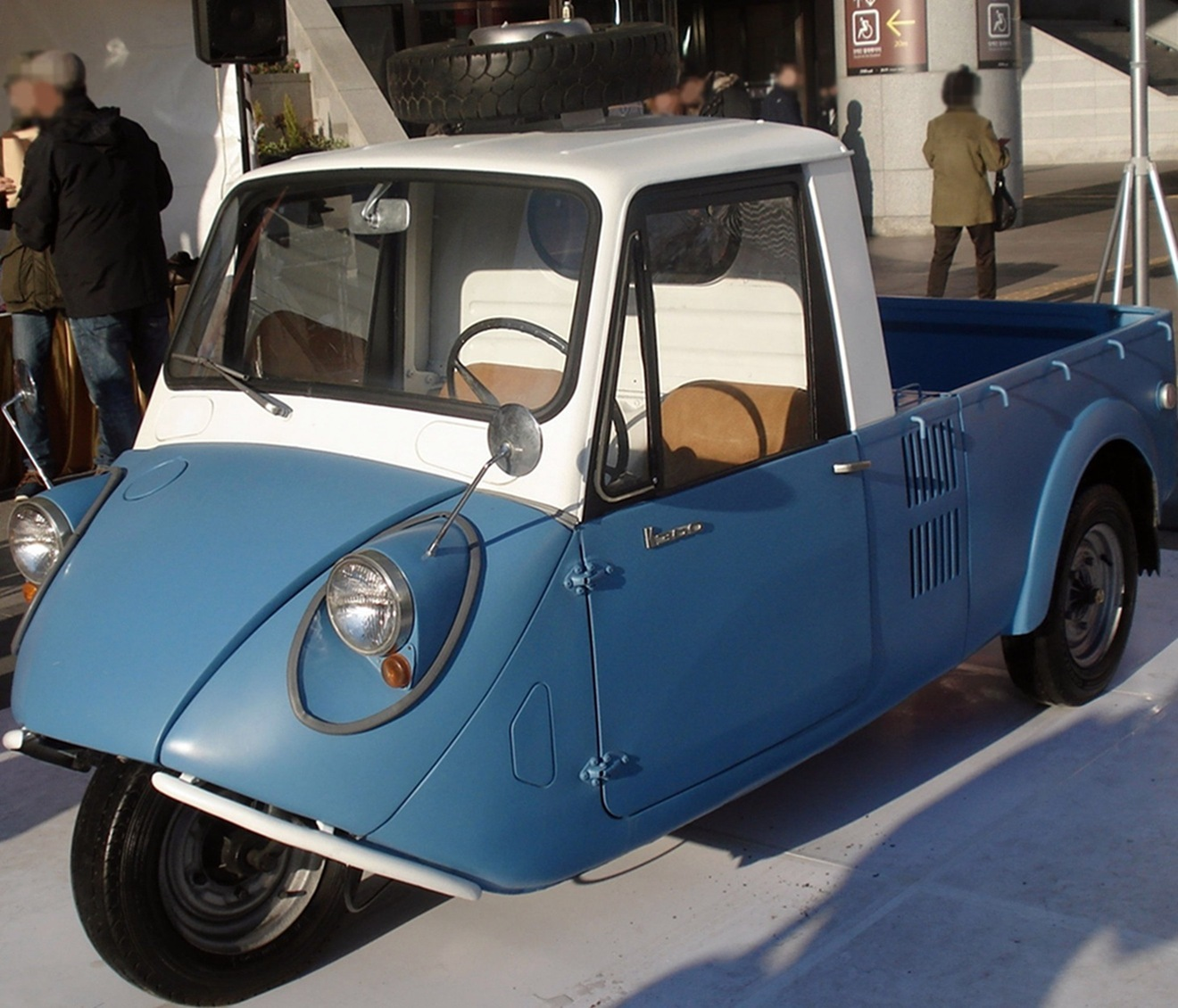
기아 K-360 정측면

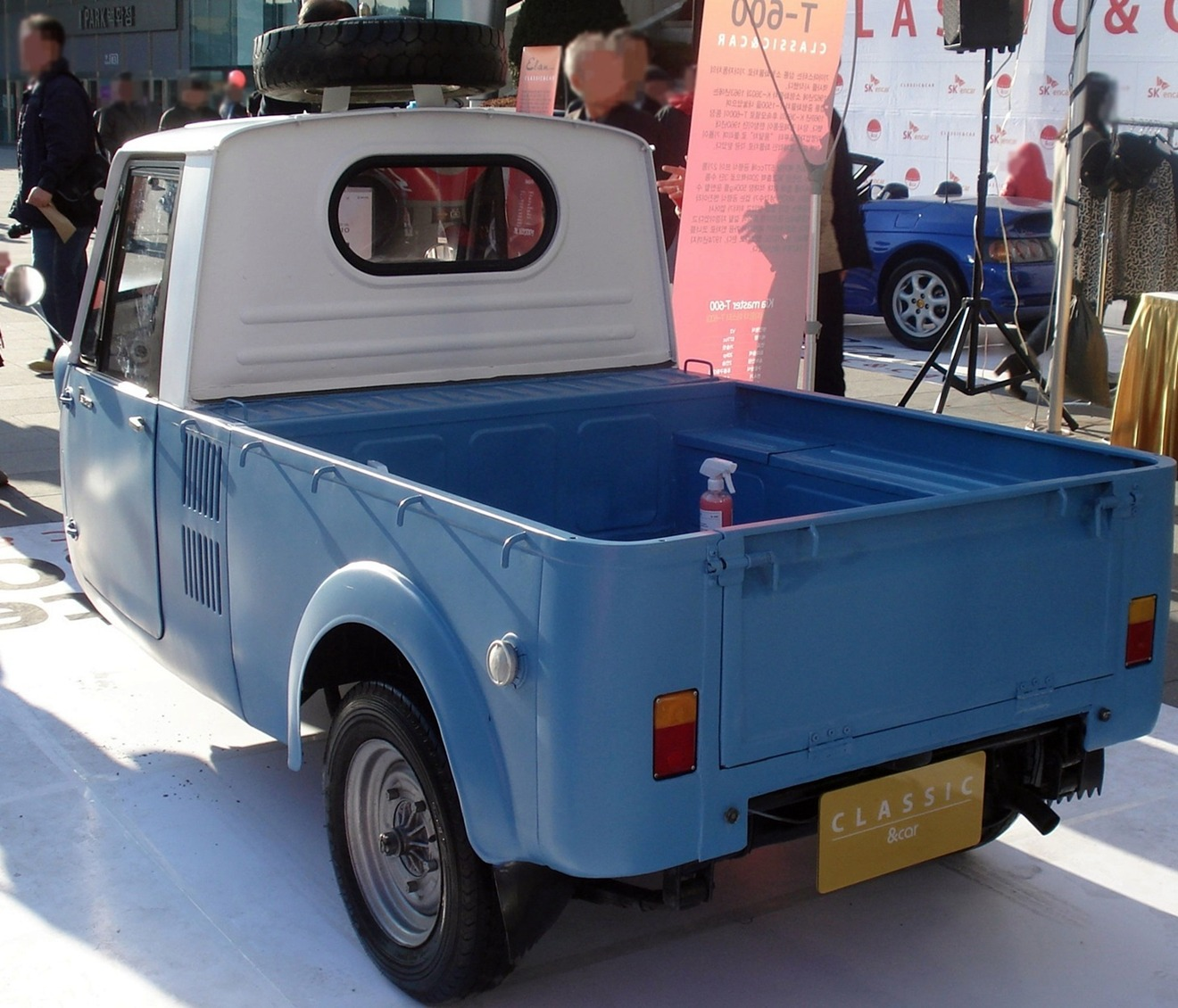
기아 K-360 후측면

기아 K-360(Kia K-360)은 1962년 기아자동차가 동양공업(현 마쓰다)와의 기술 제휴로 생산한 대한민국 최초의 삼륜 자동차이다. K-360은 1959년에 다이하쓰의 삼륜 자동차와 경쟁하기 위하여 개발된 차량으로, 최대 적재량은 300kg, 총중량은 485kg, 최고 속도는 65km/h을 발휘한다. 일본 현지에서는 280,000대가 생산되었으나, 당시 반조립 제품(SKD) 방식으로 대한민국에 도입된 차량 대수는 알려진 바가 없다. 엔진은 공냉식 4행정 2기통 V형 가솔린 엔진이며, 실린터의 배열 각도는 76 °이다. 엔진은 미드쉽 엔진으로, 차량의 화물칸과 운전석 중간에 세로로 위치하여 있다. 차체 프레임은 삼각형식이며, 서스팬션은 전륜 리지드 포크와 코일 스프링, 후륜은 리프 스프링과 리지드 액슬이다. 쇼크 업소버는 전륜에만 있으며, 유압식 드럼 브레이크는 뒷 바퀴에만 장착된다. 조향 장치는 랙&피니언 타입을 사용하며, 일반 자동차와 같은 둥근 운전대를 장착하였다. 운전장치는 속도계와 다이나모 경고등, 오일압력 경고등, 방향지시등 레버, 와이퍼 스위치버튼, 전조등 스위치 레버등을 갖추었으며, 특히 다이나모 경고등은 차량 충전상태를 알 수 있는 장치로 이그니션 스위치를 넣으면 녹색등으로 점등, 제너레이터가 충전을 시작하면 꺼진다.  오일 압력 경고등은 적색등으로 표시되었다. 와이퍼 작동스위치는 로터식으로 인스트루먼트 패널위에 따로 설치되었다. 변속기는 상시교합 및 선택습동식으로 전진3단,후진1단인 수동변속기였다. 기화기는 히타치사의 소렉스형 VAD26-2A가 설치되었고 클러치는 건조단판식이 채용되었다. 시동성 향상을 위해 수동 초크버튼이 적용되었고, 연료 탱크는 12ℓ였다. 연료게이지는 계기판에 따로 설치되어 있지 않고 탱크옆에 레벨게이지(투명비닐관)가 있어 연료량을 확인할 수 있었다.

### 제원
| 구분                 | BA형 OHV  |
| -------------------- | --------- |
| 전장 (mm)            | 2,875     |
| 전폭 (mm)            | 1,280     |
| 전고 (mm)            | 1,450     |
| 축거 (mm)            | 1,930     |
| 윤거 (전, mm)        |           |
| 윤거 (후, mm)        |           |
| 승차 정원            | 2명       |
| 변속기               | 수동 3단  |
| 최고속도 (km/h)      | 65        |
| 구동 형식            | 후륜 구동 |
| 연료                 | 가솔린    |
| 배기량 (cc)          | 356       |
| 최고 출력 (ps/rpm)   | 11/4,300  |
| 최대 토크 (kg*m/rpm) | 2.2/3,000 |